# Кубок Президента НСК
Кубок Президента НСК (пол. Puchar Prezesa LZS) — шоссейная многодневная велогонка, прошедшая по территории Польши в 2011 году.

## История
Гонка прошла единственный раз в середине июня 2011 года в рамках Женского мирового шоссейного календаря UCI.
Маршрут гонки проходил в Люблинском воеводстве и состоял из двух этапов — индивидуальной гонки в Калиновице на 15 км и группового этапа в Замосць протяжённостью 127 км.
Победительницей стала литовка Вилия Серейкайте.
LZS в названии гонки это аббревиатура Ludowe Zespoły Sportowe (с пол. — «Народные спортивные команды») — польской ассоциации объединяющей спортивные клубы, действующие преимущественно в небольших городах и сельской местности.

## Призёры
| Год  | Победитель       | Второй           | Третий             |
| ---- | ---------------- | ---------------- | ------------------ |
| 2011 | Вилия Серейкайте | Аушрине Требайте | Александра Сошенко |